# East Troy
East Troy est un village situé dans le comté de Walworth, dans l’État du Wisconsin, aux États-Unis. Lors du recensement de 2010, il comptait 4 281 habitants.
Stevie Ray Vaughan y a trouvé la mort lors d'un accident d'hélicoptère le 27 août 1990.